# ピコ・ハウス
ピコ・ハウス（英語：Pico House）は、アメリカ合衆国カリフォルニア州ロサンゼルス市にある歴史的建造物である。ロサンゼルスが南カリフォルニアの小さい町であった1870年に完成し、当時はロサンゼルスで最大の建物であった。ロサンゼルス・プラザ歴史地区の一部としてアメリカ合衆国国定歴史建造物として指定されている。

## 歴史

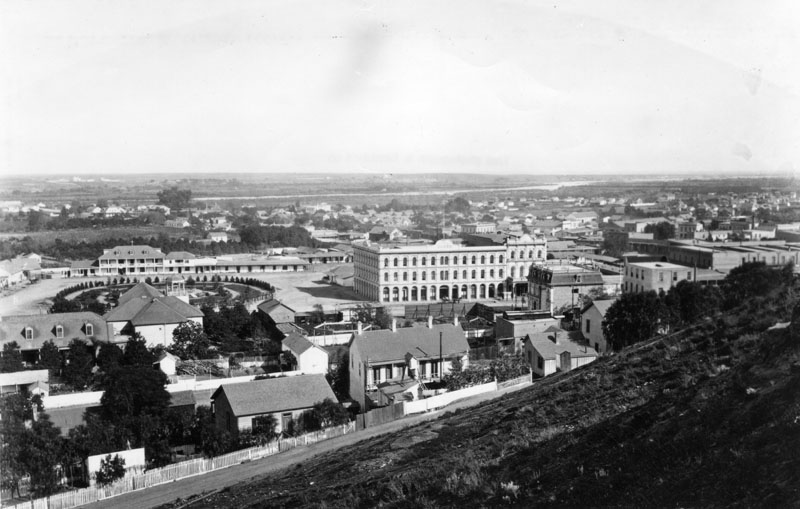
1876年のロサンゼルス中心部

アルタ・カリフォルニア最後の州知事を務めたピオ・ピコは、成長するロサンゼルスに高級ホテルの建設を命じた。聖ビビアーナ教会を建築したことで知られるエズラ・F・キーザーがホテルの建築を担当し、建物は1869年に着工し、翌年1870年に竣工した。ピコ・ハウス（またはカサ・デ・ピコ）と呼ばれるイタリア風の3階建て、80室のホテルは当時、南カリフォルニアで最も豪華なホテルであった。
1876年には、サザン・パシフィック鉄道がロサンゼルスと他の地域を結びつけ、多くの実業家が移住してきた。これにより、ピオ・ピコは経済的に不安定となり、ホテルをサンフランシスコ貯蓄ローン会社に差し押さえられた。
ロサンゼルスの中心部は南に移動していき、1900年までに建物は劣化しはじめ、エル・プエブロ・デ・ロスアンヘレス歴史モニュメントに買収されるまで下宿として運営されていた。建物の一部は1981年と1992年に改装された。

## 歴史建造物

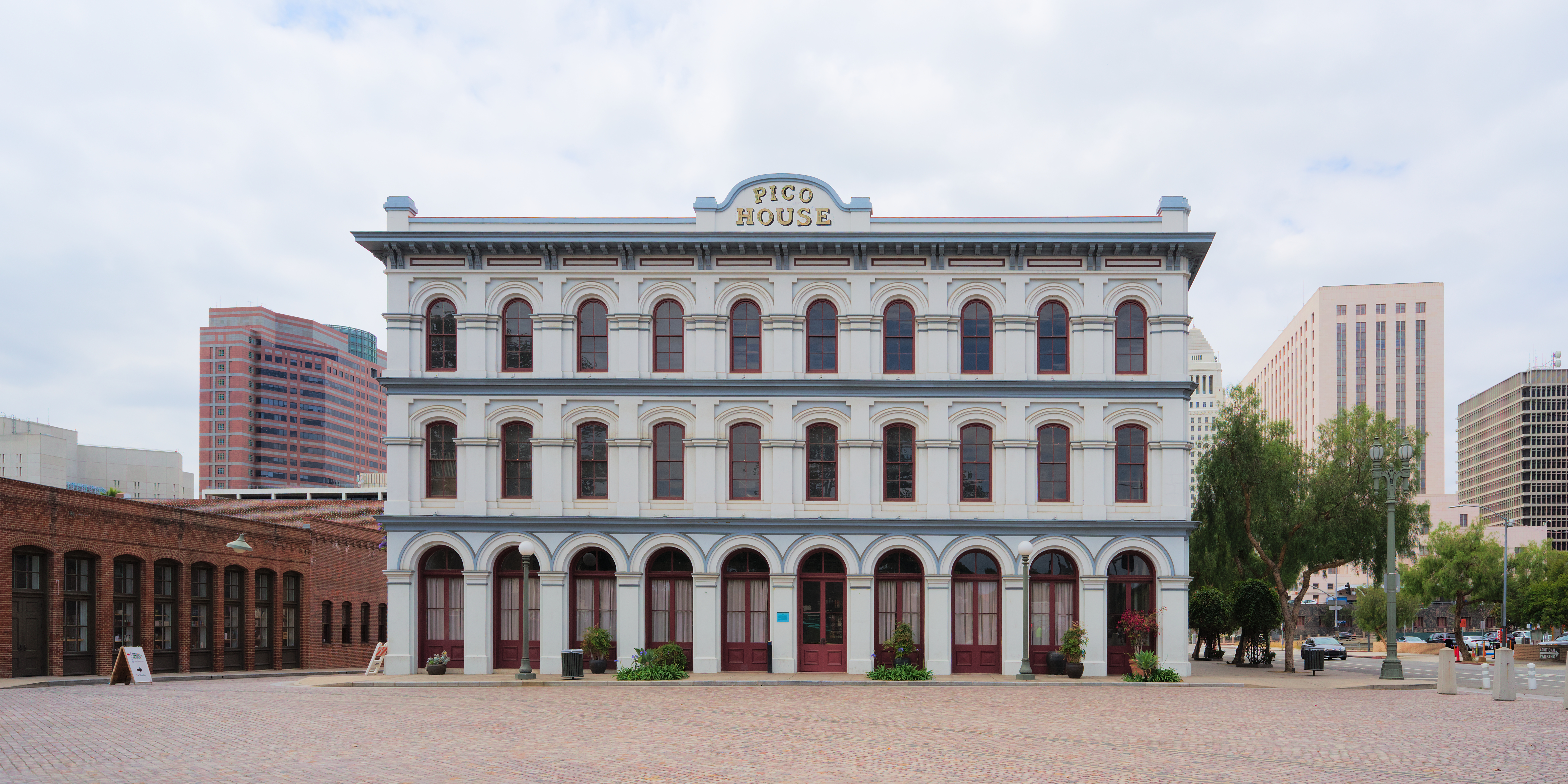
2017年のピコ・ハウス

ピコ・ハウスは、カリフォルニア州州定歴史建造物（No. 159）として指定されており、ロサンゼルス・プラザ歴史地区（NPS-72000231）の一部としてアメリカ合衆国国定歴史建造物として指定されている。